# Kościół Nawiedzenia Najświętszej Maryi Panny w Luboszu
Kościół Nawiedzenia Najświętszej Maryi Panny w Luboszu – rzymskokatolicki kościół parafialny należący do parafii pod tym samym wezwaniem (dekanat pniewski archidiecezji poznańskiej).
Jest to świątynia wzniesiona w latach 1818–1823 z fundacji Bnińskich. Charakteryzuje się skromną klasycystyczną architekturą. Budowla jest salowa, nakrywa ją dachem dwuspadowy. Od strony zachodniej jest umieszczona niska wieża. W 1. połowie 2004 roku został przeprowadzony remont polegający na wymianie pokrycia dachowego, impregnacji więźby dachowej, wymianie opierzeń i instalacji odwadniającej. Równocześnie została wykonana naprawa tynków oraz zostały wymalowane trzy elewacje wieży w partii dachowej. W następnych latach zostały wykonane prace renowacyjne wewnątrz kościoła.
Do wyposażenia kościoła należą m.in.: obraz ołtarzowy z obrazem Matki Boskiej z Dzieciątkiem z XVIII wieku, chrzcielnica, blachy i portrety trumienne wykonane na przełomie XVII i XVIII wieku, krucyfiksy, monstrancje.